# Повний привод (фільм)
«Повний привод» (фр. Le Boulet) — комедійно-пригодницький фільм, що вийшов на екрани в 2002 році.

## Сюжет
Ув'язнений Мольтес, на прізвисько Туз — запеклий гравець. З допомогою тюремного охоронця на ім'я Реджіо він тайкома бере участь у всіх тиражах популярної лотереї. І один раз Тузу фантастично щастить — на його білет випаде виграш в 15 мільйонів євро. От тільки одержати цей куш — більша проблема! Його напарник Реджіо пускається в перегони, прихопивши з собою щасливий квиток. У погоні за своїми кревними грошиками Тузу потрібно зробити втечу з в'язниці, добратися до Африки й навіть узяти участь в знаменитій гонці Париж-Дакар — з напарником-дурнем в кабіні, поліцією й бандою гангстерів на хвості.

## у ролях
| Актор           | Роль              |
| --------------- | ----------------- |
| Бенуа Пульворд  | Реджіо            |
| Жерар Ланвен    | Мольтес           |
| Россі де Пальма | Полін             |
| Хосе Гарсія     | Турок             |
| Жерар Дармон    | Ковальски         |
| Жамель Деббуз   | тюремний наглядач |
| Ніколя Анелька  | футболіст         |
| Джимон Гонсу    | детектив Юссуф    |
| Омар Сі         | малієць           |